# Gudauskas
Gudauskas ist ein litauischer männlicher Familienname.

## Herkunft
Der Name ist abgeleitet von Gudas, einem litauischen Familiennamen.

## Weibliche Formen
- Gudauskaitė (ledig)
- Gudauskienė (verheiratet)

## Namensträger
- Jonas Gudauskas  (*  1970), Politiker, Bürgermeister von Šilalė
- Renaldas Gudauskas (* 1957), Informologe, Professor, Leiter der Litauischen Nationalbibliothek